# 나나나송
나나나송은 흔한남매팀(한으뜸, 장다운)의 영상이 시작할 때 쓰는 음악으로, 멜론 차트에도 음악이 등재되어 있다. 또한 중간에도 들어갈 때도 있다.

## 같이 보기
- 흔한남매
- 장다운
- 한으뜸
- 흰눈이 내린다
- 유튜브
- 흔한일상
- 흔한 컴퍼니